# Bungarus fasciatus
Bongare fascié, Bongare annelé
Espèce
Synonymes
- Pseudoboa fasciata Schneider, 1801
- Bungarus annularis Daudin, 1803
- Bungarus fasciatus bifasciatus Mell, 1929
- Bungarus fasciatus insularis Mell, 1929

Statut de conservation UICN

 LC  : Préoccupation mineure
Bungarus fasciatus est une espèce de serpents de la famille des Elapidae. En français il est appelé Bongare fascié, Bongare annelé ou Bungare.

## Habitat et répartition
Le bongare annelé vit dans les endroits frais et humide, principalement sous les rochers et dans les souches, près de point d'eau (rizières, barrages...).
Cette espèce se rencontre en Inde, au Népal, au Bhoutan, au Bangladesh, en Birmanie, en Thaïlande, au Cambodge, au Laos, au Viêt Nam, dans le sud de la Chine, en Malaisie, à Singapour, au Brunei et en Indonésie.

## Description
Bungarus fasciatus a des bandes jaunes et brunes ou noires et jaunes caractéristiques. Il mesure en moyenne 1,5 mètre de long.

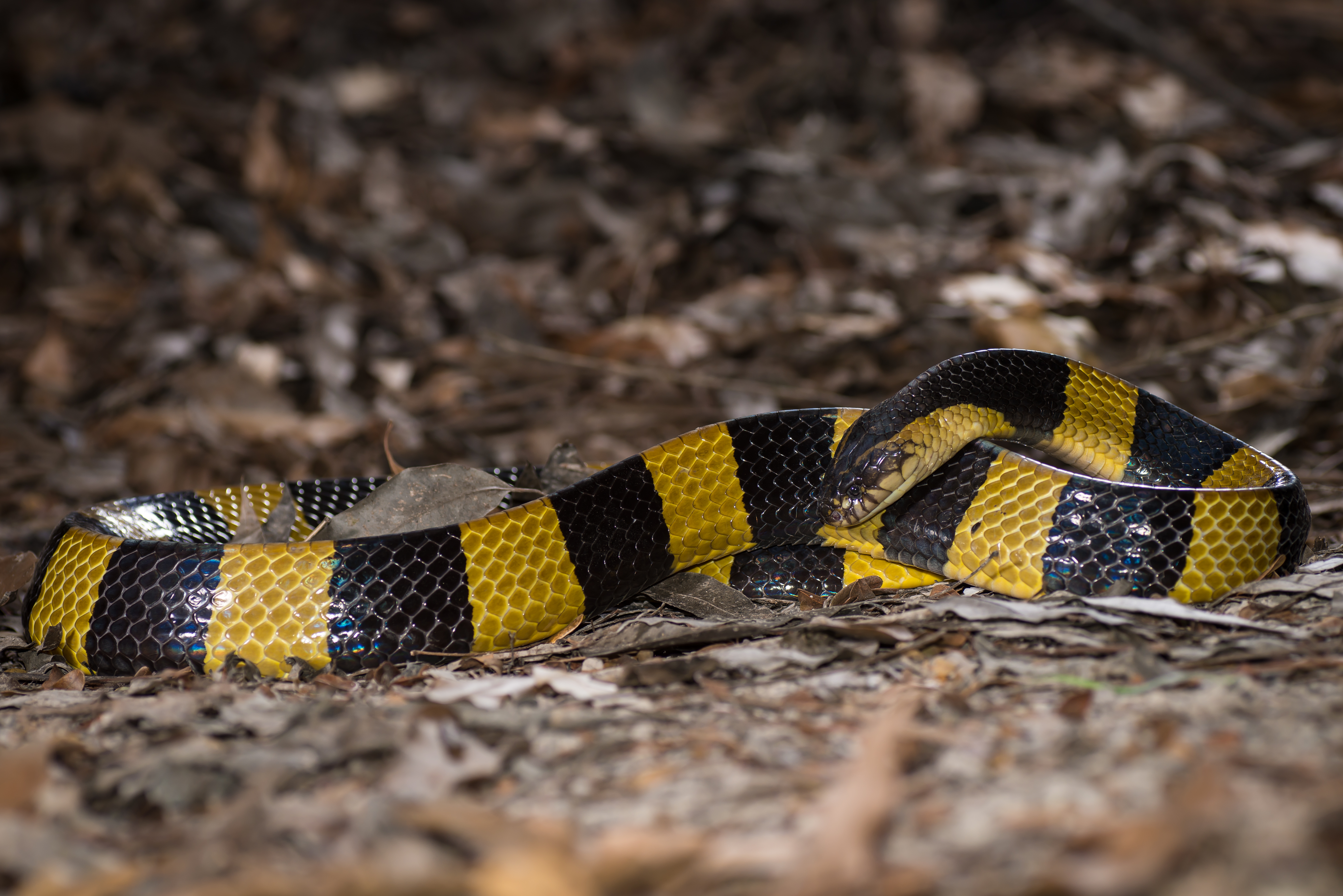
Bongare annelé, parc national de Khao Yai, Thaïlande

Il possède une sorte de crête dorsale rigide qui lui donne une silhouette triangulaire.
Ces chasseurs nocturnes se nourrissent principalement des petits mammifères mais aussi d'autres serpents, de lézards, de grenouilles et plus rarement de poissons.
Leurs longs crochets sont situés à l'avant du maxillaire supérieur et sont fixes. Dotés de longues dents, ils sont enclins à maintenir leur proie dans leur gueule jusqu'à sa mort, provoquée rapidement par leur puissant venin.

## Venimosité
Ce serpent est extrêmement venimeux y compris pour l'homme. Comme avec les autres espèces du genre, la plupart des morsures ont lieu la nuit, dans les maisons où ces serpents pénètrent parfois, quand les gens dorment et bougent dans leur sommeil ou en faisant du rangement, marchent pieds nus, etc. Il est plus alerte et réactif pour se défendre la nuit. Quand il fait jour, ce serpent est très pacifique et en cas de danger il se cache dans un trou ou dans l'herbe et n'attaque pas.
Son venin neurotoxique contient de la β-bungarotoxine, bloque la libération d'acétylcholine par les axones des neurones, ce qui entraine un arrêt de l'influx nerveux. Ceci a pour conséquence de paralyser des organes tels le cœur et le système respiratoire, provoquant la mort. En cas de morsure, il existe toutefois des anti-venins très efficaces

## Reproduction
La femelle pond 10 à 15 œufs dans un trou et les petits serpents naissent environ deux mois plus tard.

## Galerie

Spécimen en Inde.
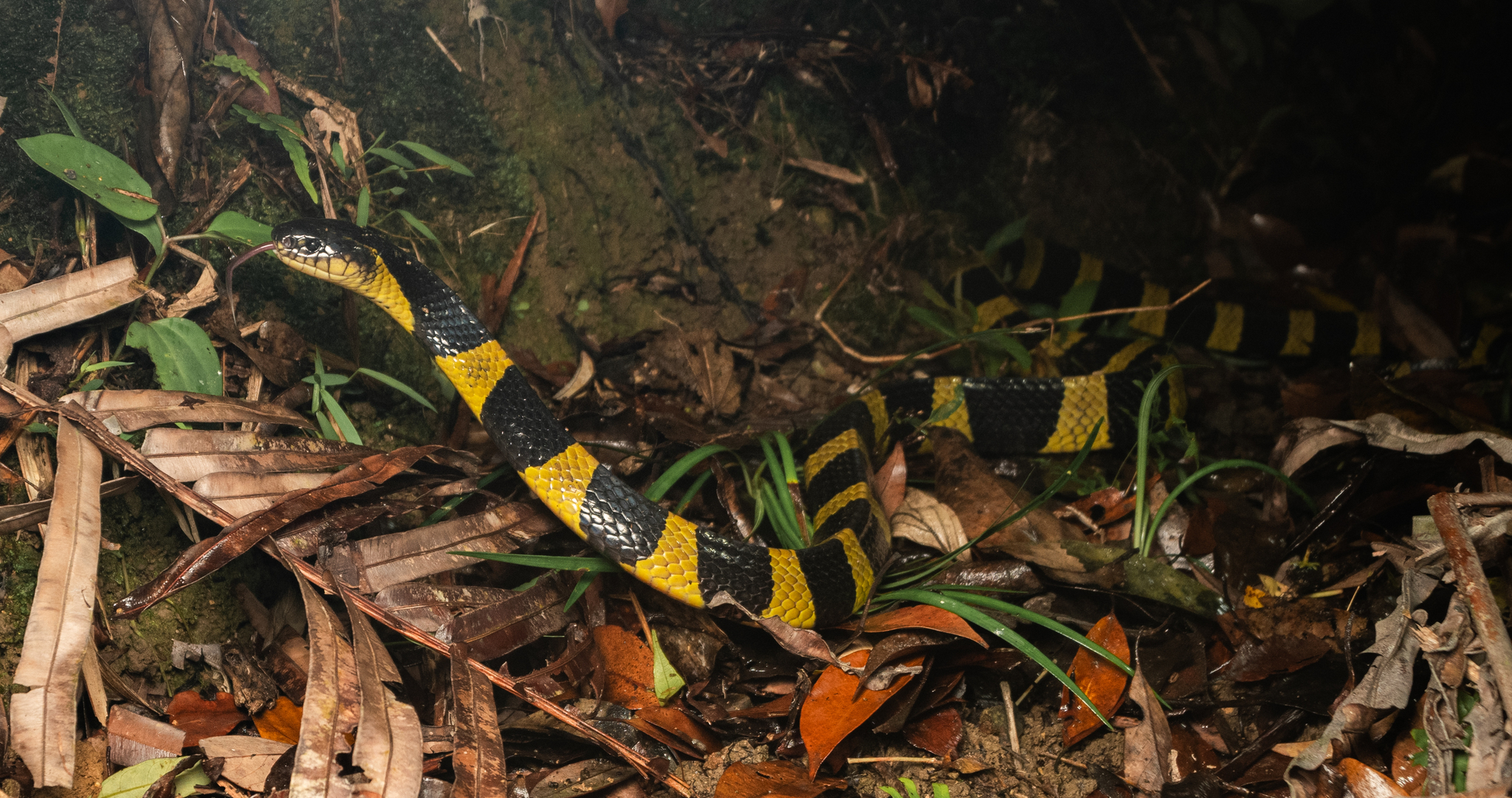
Un bongare fascié dans la forêt à Hongkong.
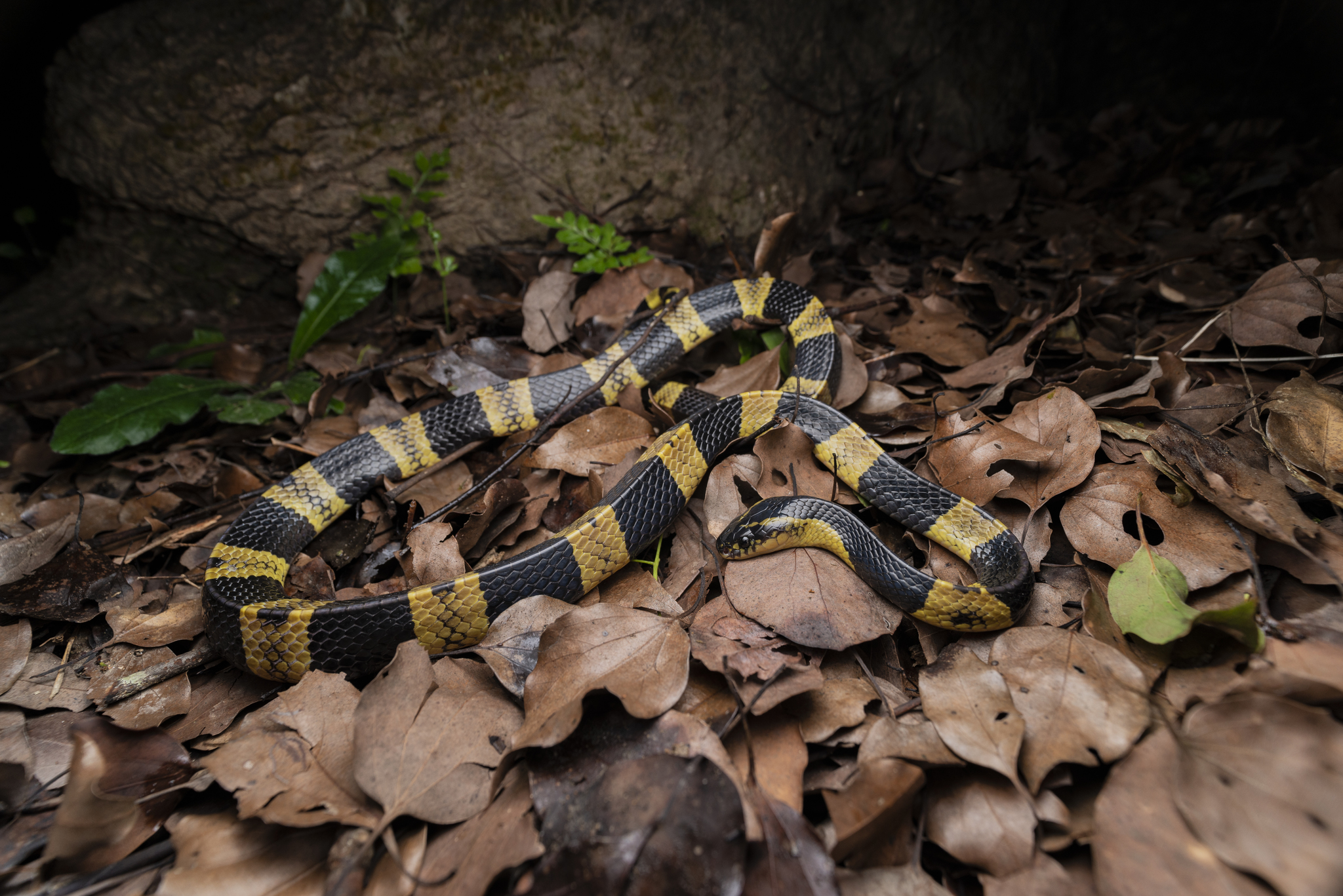
Autre spécimen de Hongkong
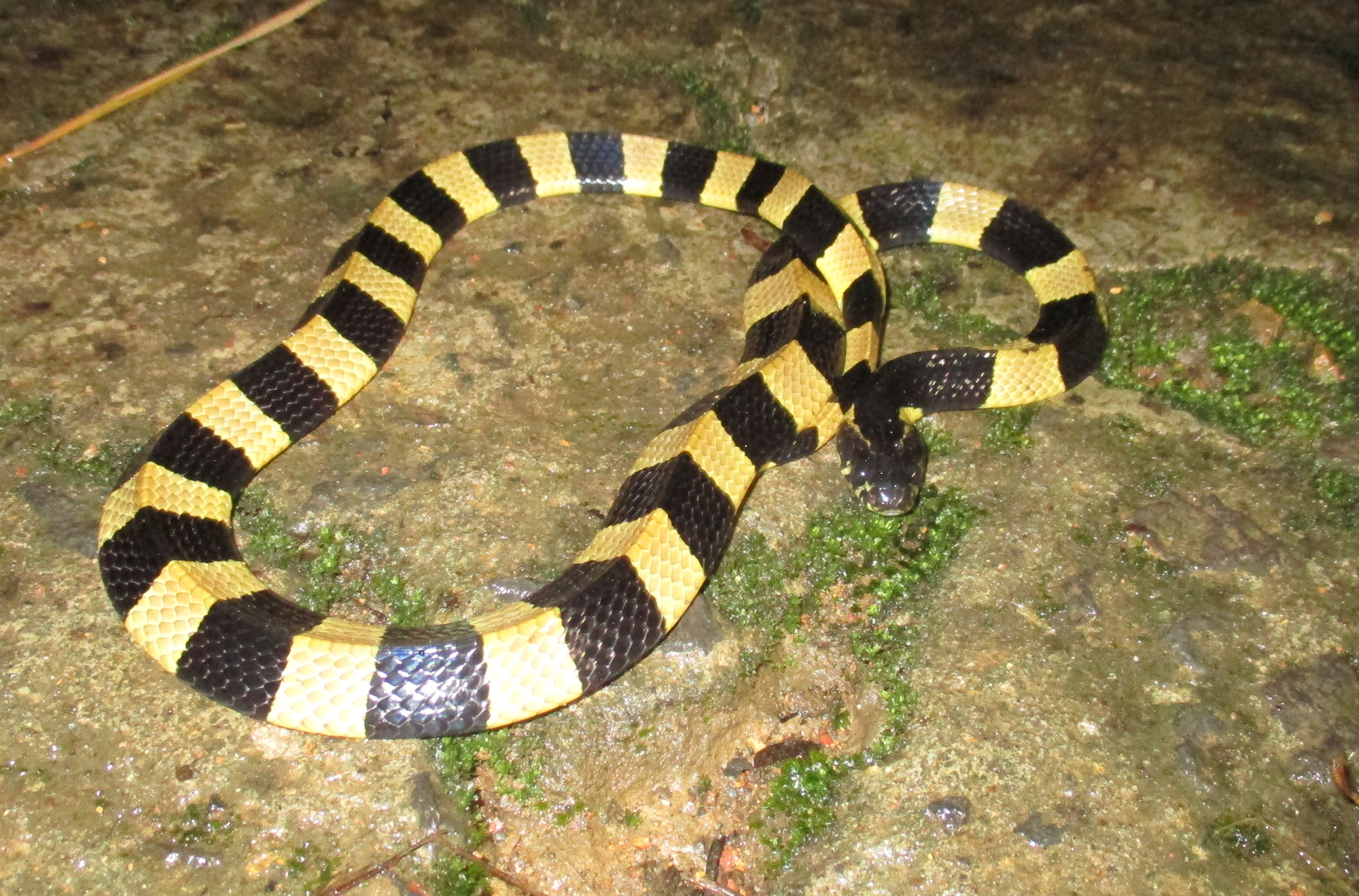
Spécimen de Thaïlande.
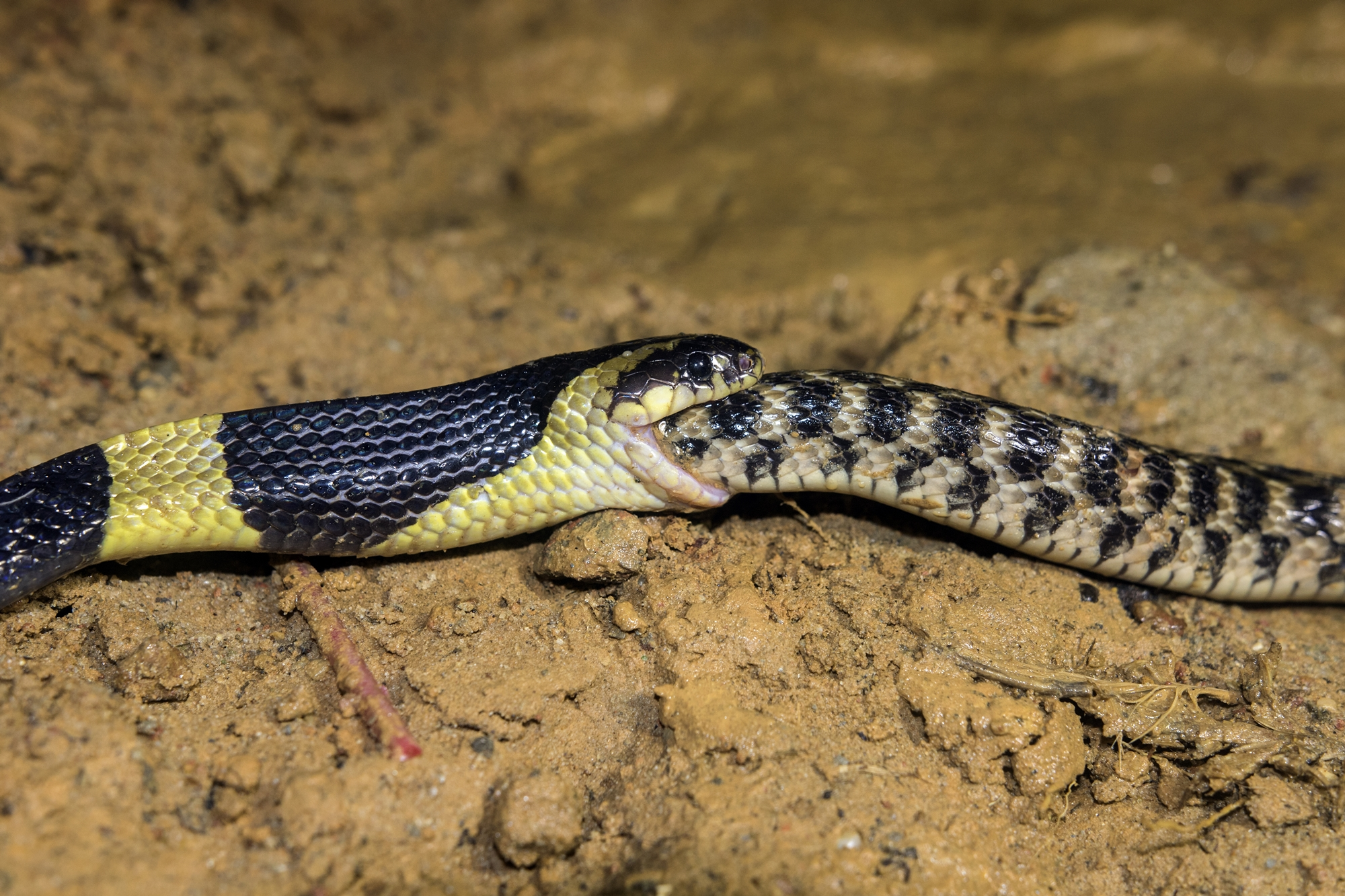
Un bongare fascié mangeant un autre serpent au Bangladesh.

## Publication originale
- Schneider, 1801 : Historiae Amphibiorum naturalis et literariae. Fasciculus secundus continens Crocodilos, Scincos, Chamaesauras, Boas. Pseudoboas, Elapes, Angues. Amphisbaenas et Caecilias. Frommani, Jena, p. 1-374 (texte intégral).